# Йозеф Шима (футболіст)
Йозеф Шима (чеськ. Josef Šíma, 17 серпня 1906, Бубенеч — 6 листопада 1983) — чехословацький футболіст, що грав на позиції нападника.

## Клубна кар'єра
Посеред сезону 1924/25 приєднався до складу австрійського клуба «Вінер АК». Зіграв у чемпіонаті 8 матчів і забив 9 голів, а його команда зайняла п'яте місце. В квітні 1925 року ВАК в товариському матчі переміг празьку «Спарту» з рахунком 4:2, а Шима забив один з голів. На початку травня в Празі відбувся матч-реванш, в якому Йозеф знову забив, хоча його команда поступилась 2:4. Вже в червні 1925 року Шима грав за «Спарту». 
Перший професіональний чемпіонат Чехословаччини 1925 року (більшість матчів якого «Спарта» зіграла в травні-червні), «Спарта» завершила на другому місці після «Славії». Шима зіграв 5 матчів і забив 6 голів, чотири з яких у ворота клубу «Нусельский СК» (8:0). 
В наступному сезоні «Спарта» стала чемпіоном Чехословаччини. Шима зіграв лише 8 матчів з 22, але забив 9 голів. Партнерами Йозефа в центральній лінії нападу клубу були: Фердинанд Гайний, Ян Дворжачек і Ярослав Полачек. Короткий чемпіонат 1927 року також виграла «Спарта». Шима забив 13 голів і разом з Антоніном Пучем зі «Славії» став найкращим бомбардиром чемпіонату. 
В 1927 рокі клуб став переможцем першого розіграшу Кубка Мітропи. Йозеф не грав у чвертьфіналі і півфіналі, але виступав в обох фінальних матчах проти австрійського «Рапіда». В першій грі Шима забив гол на 14-й хвилині, а його команда перемогла з рахунком 6:2, завдяки чому клуб зумів стати переможцем турніру, незважаючи на поразку 1:2 в матчі-відповіді.
У чемпіонаті 1927/28 років Шима в складі «Спарти» забив 5 голів, після чого пішов з команди.
У чемпіонаті 1929/30 років грав у складі клубу «Тепліцер» і забив 11 голів.

## Виступи за збірну
У 1926 році дебютував у складі національної збірної в товариському матчі проти Австрії (0:2).
За два роки зіграв 3 матчі в складі збірної.

## Статистика виступів

### Статистика виступів за збірну
| Дата       | Місто  | Господарі      | Результат | Гості          | Турнір           | Голи | Примітки |
| ---------- | ------ | -------------- | --------- | -------------- | ---------------- | ---- | -------- |
| 14/03/1926 | Відень | Австрія        | 2 – 0     | Чехословаччина | товариський матч | -    | 46'      |
| 20/03/1927 | Відень | Австрія        | 1 – 2     | Чехословаччина | товариський матч | -    |          |
| 24/04/1927 | Прага  | Чехословаччина | 4 – 1     | Угорщина       | товариський матч | -    | 46'      |
| Усього     |        | Матчів         | 3         |                | Голів            | 0    |          |

### Статистика виступів у Кубку Мітропи
| №                      | Розіграш               | Стадія                 | Дата та місце проведення | Команда 1              | Рахунок | Команда 2      | Голи |
| ---------------------- | ---------------------- | ---------------------- | ------------------------ | ---------------------- | ------- | -------------- | ---- |
| 1                      | 1927                   | фінал                  | 30.10.1927, Прага        | Спарта (Прага)         | 6:2     | Рапід (Відень) | 14'  |
| 2                      | 1927                   | фінал                  | 13.11.1927, Відень       | Рапід (Відень)         | 2:1     | Спарта (Прага) |      |
| Всього у кубку Мітропи | Всього у кубку Мітропи | Всього у кубку Мітропи | Всього у кубку Мітропи   | Всього у кубку Мітропи | 2       |                | 1    |

## Трофеї і досягнення
- Чемпіон Чехословаччини: (2)

«Спарта»: 1925-26, 1927
- Володар Середньочеського кубка: (1)

«Спарта»: 1925
- Володар Кубка Мітропи: (1)

«Спарта»: 1927
- Найкращий бомбардир чемпіонату Чехословаччини: (1)

«Спарта»: 1927 (13 голів)